# England (Arkansas)
England – miasto w Stanach Zjednoczonych, w stanie Arkansas, w hrabstwie Lonoke.